# Ctenochasma
Ctenochasma és un gènere del Juràssic tardà de pterosaures ctenochasmàtids dins el subordre Pterodactyloidea. Actualment es reconeixen tres espècies C. roemeri (anomenat així en honor a Friedrich Adolph Roemer), C. taqueti, i C. elegans, amb restes identificades trobades a França i a Alemanya.

## Descripció
Es distingeix principalment per les seves més de 400 dents llargues, primes i corbes que tapaven un musell allargat i estret. Les dents estaven compactades en forma de pinta, i en els adults es projectaven cap a fora lluny de les mandíbules, formant una cistella. Es pot deduir que aquesta dentadura indicaria un estil de vida d'alimentació per filtració, colant l'aigua a través de les dents per capturar i menjar petits invertebrats, però a diferència del Pterodaustre que hi està relacionat, no tenia adaptacions que formessin un mecanisme de bombeig. En canvi, el perfil espatulat format per les dents probablement indica un estil de vida semblant al gènere platalea, augmentant la superfície de les mandíbules per poder atrapar preses petites. El musell es corbava lleugerament cap amunt i estava arrodonit a la punta, i les dents estaven restringides a la meitat davantera de les mandíbules. El Ctenochasma adult tenia una cresta òssia al llarg del crani, encara que no es troba en els joves.
Les comparacions entre els anells esclerals de Ctenochasma elegans i Ctenochasma taqueti i els ocells i rèptils moderns suggereixen que aquests tàxons poden haver estat nocturns i poden haver mantingut patrons d'activitat similars als ocells marins nocturns moderns. Això també pot indicar una diferenciació de nínxol amb els pterosaures contemporanis que es dedueix que són diürns, com ara Pterodàctils i Scaphognathus.
En comparació amb altres ctenochasmatoides, tenia ales més grans, i podria haver mostrat un estil de vol comparable al dels estercoràrids moderns.

## Fòssils
Les seves restes fossilitzades s'han trobat a la pedra calcària de Solnhofen de Baviera, Alemanya, al Grup Purbeck del nord-est d'Alemanya i a les Calcàries tâchetés de l'est de França.